# Лаухринген
Лаухринген (нем. Lauchringen) — община в Германии, в земле Баден-Вюртемберг. 
Подчиняется административному округу Фрайбург. Входит в состав района Вальдсхут.  Население составляет 7552 человека (на 31 декабря 2010 года). Занимает площадь 12,76 км².